# Börtingtjärnen (Fredrika socken, Lappland, 711348-163707)
Börtingtjärnen är en sjö i Åsele kommun i Lappland och ingår i Lögdeälvens huvudavrinningsområde. Sjön har en area på 0,146 kvadratkilometer och ligger 374,9 meter över havet.

## Delavrinningsområde
Börtingtjärnen ingår i det delavrinningsområde (711404-163730) som SMHI kallar för Utloppet av Börtingtjärnen. Medelhöjden är 419 meter över havet och ytan är 2,77 kvadratkilometer. Det finns inga avrinningsområden uppströms utan avrinningsområdet är högsta punkten. Vattendraget som avvattnar avrinningsområdet har biflödesordning 2, vilket innebär att vattnet flödar genom totalt 2 vattendrag innan det når havet efter 103 kilometer. Avrinningsområdet består mestadels av skog (94 procent). Avrinningsområdet har 0,15 kvadratkilometer vattenytor vilket ger det en sjöprocent på 5,3 procent.